# Јуровец
Јуровец је насељено место у саставу општине Свети Мартин на Мури у Међимурској жупанији, Хрватска. До територијалне реорганизације у Хрватској налазио се у саставу старе општине Чаковец.

## Становништво
На попису становништва 2011. године, Јуровец је имао 237 становника.

## Попис1991.
На попису становништва 1991. године, насељено место Јуровец је имало 248 становника, следећег националног састава:
| Попис 1991.‍ | Попис 1991.‍ | Попис 1991.‍ | Попис 1991.‍ | Попис 1991.‍ |
| ----------- | ----------- | ----------- | ----------- | ----------- |
|             |             |             |             |             |
| Хрвати      | Хрвати      |             | 242         | 97,58%      |
| Словенци    | Словенци    |             | 2           | 0,80%       |
| непознато   | непознато   |             | 4           | 1,61%       |
| укупно: 248 |             |             |             |             |